# Valkjärvi (sjö i Finland, Päijänne-Tavastland, lat 61,12, long 26,01)
Valkjärvi är en sjö i Finland. Den ligger i kommunen Heinola i landskapet Päijänne-Tavastland, i den södra delen av landet, 120 km nordost om huvudstaden Helsingfors. Valkjärvi ligger 147 meter över havet. Den ligger vid sjöarna Onkijärvi och Suurijärvi. I omgivningarna runt Valkjärvi växer i huvudsak blandskog. Arean är 3,1 hektar och strandlinjen är 1,02 kilometer lång. Sjön  ingår i Kymmene älvs huvudavrinningsområde. 